# Scoparia magnipunctalis
Scoparia magnipunctalis là một loài bướm đêm trong họ Crambidae.